# Fontaine-Bellenger
 Fontaine-Bellenger  là một xã thuộc tỉnh Eure trong vùng Normandie miền bắc nước Pháp.